# Katastrofa lotu West Wind Aviation 282
Katastrofa lotu West Wind Aviation 282 – katastrofa lotnicza, która wydarzyła się 13 grudnia 2017 roku nieopodal portu lotniczego Fond-Du-Lac w stanie Saskatchewan w Kanadzie. Samolot ATR 42 linii West Wind Aviation rozbił się tuż po starcie, w wyniku wypadku zginęła jedna osoba.

## Przebieg wypadku
Samolotem, który uległ wypadkowi, był wyprodukowany w 1991 roku ATR 42 należący do kanadyjskich linii lotniczych West Wind Aviation, posiadający numery rejestracyjne C-GWEA. W dniu wypadku miał wylatane 26 481 godzin. Samolot wykonywał krótkie regionalne połączenie na trasie Saskatoon-Stony Rapids z międzylądowaniami w Prince Albert i Fond-Du-Lac. Feralnego dnia warunki atmosferyczne były słabe, panowała bardzo niska temperatura, co sprzyjało powstawaniu lodu na skrzydłach, mimo to załoga i dyspozytor firmy zdecydowali się przeprowadzić lot. Przy drugim odcinku lotu, podczas lądowania w Fond-Du-Lac, samolot doznał turbulencji związanych z gromadzeniem się lodu, załoga jednak uruchomiła system odladzania i przyziemienie odbyło się bez problemów. Po lądowaniu samolot stał na lotnisku 48 minut, a ze względu na brak wyposażenia pierwszy oficer, zamiast pełnego obchodu technicznego, jedynie spojrzał na lewe skrzydło z perspektywy schodów świecąc latarką. Z tego powodu załoga nie dostrzegła lodu na kluczowych powierzchniach lotnych i rozpoczęła przygotowania do startu. Maszyna oderwała się od pasa startowego nr 28 o godzinie 18:12 czasu lokalnego. Tuż po starcie samolot zaczął gwałtownie przechylać się w lewo i zaledwie 17 sekund po starcie z przechyłem sięgającym 30 stopni rozbił się na zalesionym terenie, zostawiając za sobą 240-metrowy pas szczątków. Jeden z pasażerów, 19-latek, w wyniku poważnych obrażeń zmarł 12 dni po wypadku.

## Przyczyny
Śledztwo przeprowadziła Rada Bezpieczeństwa Transportu Kanady (TSB). Podczas dochodzenia ustalono, iż przyczyną wypadku było oblodzenie skrzydeł podczas startu, co skutkowało przeciągnięciem i utratą kontroli nad maszyną. Dodatkowo, czynnikiem przyczyniającym się był brak sprzętu do odladzania na lotnisku w Fond-Du-Lac oraz fakt, iż system odladzania ATR 42 nie umożliwiał pełnego odladzania powierzchni nośnych, a jedynie krawędzi natarcia skrzydeł. Samolot doznał przechyłu po starcie ze względu na asymetryczne oblodzenie skrzydeł, prawe skrzydło miało większą siłę nośną.